# Luc Suykerbuyk
Luc Suykerbuyk (Nispen, 12 febbraio 1964) è un ciclista su strada olandese.
Professionista dal 1987 al 1992 vinse una tappa alla Vuelta a España 1989, che concluse al decimo posto inclassifica generale. Nel 1988 concluse in seconda posizione la Vuelta al País Vasco dietro il connazionale Erik Breukink.
Prese parte ad una edizione dei Campionati del mondo di ciclismo su strada senza però portare a termine la prova.

## Palmarès
- 1985 (Dilettanti, una vittoria)

5ª tappa Ronde van Luik Liege (Welkenraedt > Rotheux)
- 1986 (Dilettanti, due vittorie)

Prologo Cinturón Ciclista Internacional a Mallorca  (cronometro)
Classifica generale Cinturón Ciclista Internacional a Mallorca
- 1988 (Zahor, una vittoria)

3ª tappa Vuelta al País Vasco (Durango > Alto de Ibardin)
- 1989 (Lotus, una vittoria)

6ª tappa Vuelta a España (Bejar > Avila)
- 1990 (Festina, una vittoria)

4ª tappa Vuelta Ciclista a Murcia

### Altri successi
- 1989 (Lotus, una vittoria)

Bavel (criterium)

## Piazzamenti

### Grandi Giri
- Giro d'Italia

1991: 66º
- Vuelta a España

1987: 71º
1988: 22º
1989: 10º
1990: 64º
1991: ritirato (alla ?ª tappa)
1992: 79º

### Competizioni mondiali
- Campionati del mondo

Chambéry 1989 - In linea: ritirato